# Operació Crusader
L'Operació Crusader és el tercer intent de trencar el setge de Tobruk, a la costa africana del Mediterrani, on els alemanys tingueren sotmesos a les tropes angleses durant la Segona Guerra Mundial. L'operació tenia com a objectiu aturar definitivament l'avanç de l'Afrika Korps del general Rommel. El conflicte es va desenvolupar entre el 18 i el 30 de novembre de 1941 a la regió de Cirenaica que pertany a l'actual Líbia, i el seu resultat fou la derrota alemanya i l'alliberació de Tobruk, tot i que als pocs mesos després Rommel va contraatacar i va aconseguir finalment el disputat port nord-africà.

## Antecedents
Després dels successius fracassos per a detenir a Rommel i alliberar Tobruk (Operació Brevity, Operació Battleaxe), el juny de 1941, el general Archibald Wavell va ser relegat del comandament i el seu lloc l'ocupa el general Claude Auchinleck, que més tard seria nomenat Comandant del Cos del V Exèrcit. Winston Churchill li va enviar al juliol, després del seu nomenament, un telegrama aclaridor dels desitjos del premier anglès:
| « | Assumeix vostè el comandament en un moment de crisi. Quan estigui informat de la situació li correspondrà decidir si s'ha de reactivar l'ofensiva, i en cas afirmatiu, en quin moment fer-ho. Hauria de tenir en compte la situació de Tobruk, el fet que l'enemic està enviant reforços a Líbia i el simultani esforç alemany a Rússia. Hauria de considerar també els grans perills que conté l'estancament de les operacions a Síria i la necessitat d'aclarir la situació en un o en ambdós fronts. | » |

Pels anglesos, era de vital importància el trencar el ritme de progressió dels blindats de Rommel (que en aquell moment es trobava paralitzat per la falta de subministrament a causa de la imminent Operació Barbarroja i pel domini britànic naval), però seguia sent un greu risc per a tota el plantejament estratègic anglès al Mediterrani i al Pròxim Orient; i al mateix temps era de vital importància rescatar les forces angleses aïllades a Tobruk, que tot i el cèrcol per terra seguien rebent tota mena de subministraments sense el més mínim problema, gràcies a l'absolut domini de la Royal Navy sobre el Mediterrani. Rommel necessitava Tobruk per a portar a terme la planejada ofensiva contra Egipte; i els anglesos per mantenir tancat l'accés al Canal de Suez i als pous petrolífers de l'Extrem Orient.

## Planificació de l'Operació
Cunningham elaborà un pla amb l'objectiu d'acorralar i destruir la major part de les forces cuirassades de Rommel, per mitjà d'un atac directe contra Tobruk. Partint de la frontera i obligant a Rommel a posar en joc totes les seves reserves. El XX Cos creuaria la frontera pel sud de Sidi Omar, i no pel Pas d'Halfaya, fent després un gir al nord-est en direcció a Tobruk per amenaçar la força més important de Rommel.
El XIII Cos hauria de fixar les forces italoalemanyes a la frontera entre Sidi Omar i la costa, envoltant-les pel sud i avançant després en direcció a Trobruk. La guarnició de Tobruk, després de l'esperada destrucció de les divisions Panzer, prendria el control sobre les muntanyes d'El-Duda i Sidi Rezegh per a tallar les línies d'abastiment i replegament alemanyes.
L'Oasis Force, amb el Grup de Brigades índies i el 6è Regiment Blindat sud-africà, atacaria des de la costa i des de les zones immediates al Pas d'Halfaya i Sidi Omar; prendria Gialo i el seu camp d'aterratge, a més de realitzar moviments tàctics de distracció que impedirien un reagrupament ordenat dels Panzers. La Divisió neozelandesa del general Freyberg capturaria Sollum, rodejant el Pas d'Halfaya. La 2a Divisió sud-africana es col·locaria a la reserva, preparada per a intervenir en cas que necessitessin reforços les forces principals. Es va escollir com a base de reforços logístics i subministraments les de Sidi Barani, Mis Heifa i Giaraub.

Egipte i Cirenaica, Líbia: Mapa de la zona dels combats de la Campanya del Desert Occidental (1941-1942)

## Batalla

### Atac anglès des de la frontera (18 i 19 de novembre)

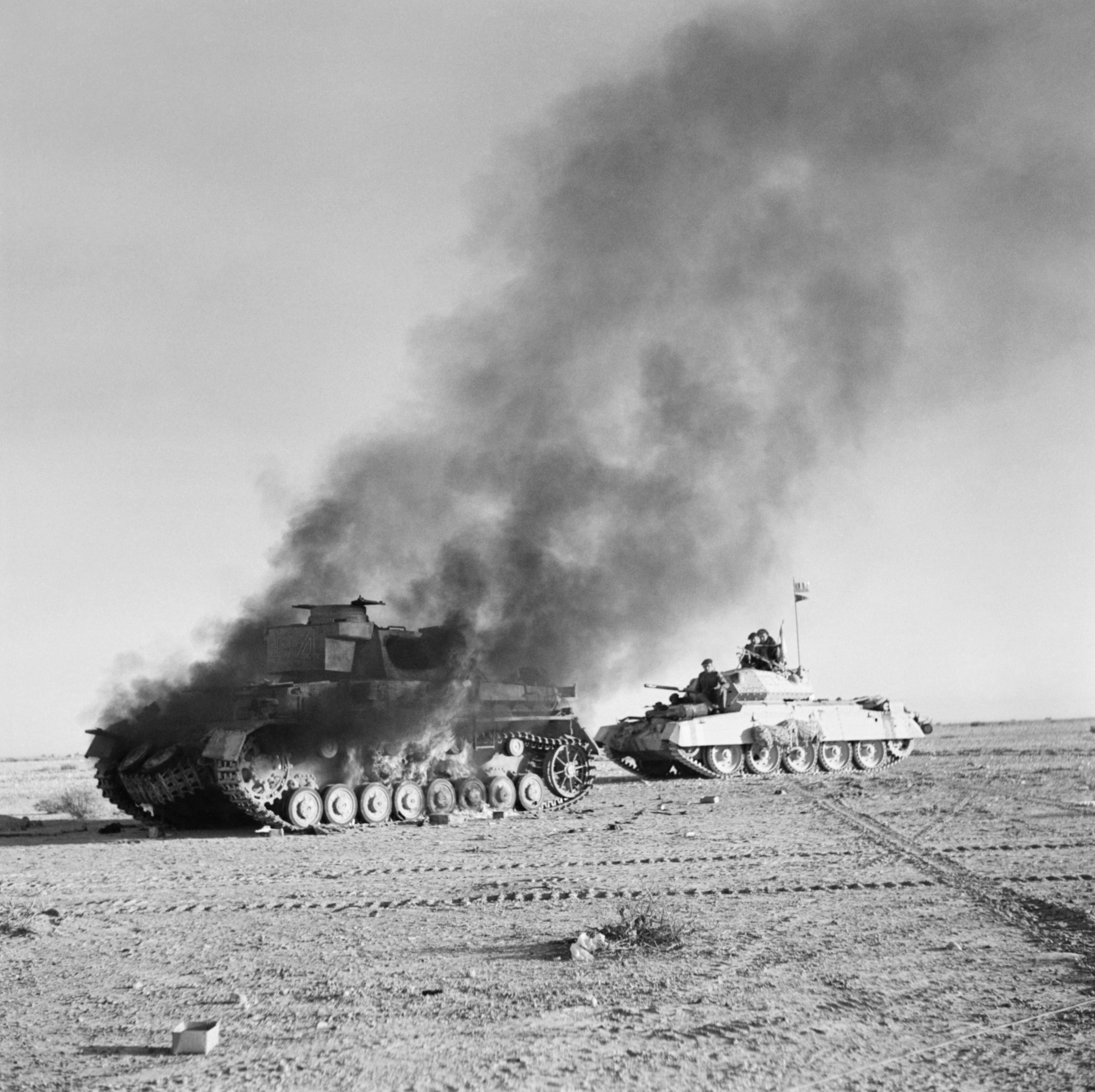
Un blindat alemany destruït durant la batalla, en primer pla, crema mentre que al fons avança un tanc Crusader, que va donar nom a l'operació

A les 6 de la matinada del 18 de novembre de 1941 i sota una intensa pluja de projectils que va ensorrar les defenses frontereres, quasi un miler de tancs i altres vehicles blindats creuen la frontera: la 7a Divisió blindada, flanquejada per infanteria motoritzada i artilleria; avança fins a Gabr Saleh, que pren a primera hora d'aquella mateixa tarda. A la següent matinada, la 22a Brigada Cuirassada va avançar amb 160 Mark IV i alguns crusaders a través de la divisió italiana Bologna, fins que es travaren en combat amb la Divisió Ariet. El combat es produeix al migdia, però els italians no van cedir i va enviar un centenar de M13/40 a frenar l'avanç dels britànics. Aquests es van retirar, deixant sobre el terreny més de 70 carros de combat enfront dels 57 M13/40 destruïts.
La 7a Brigada Cuirassada, en canvi, es va apoderar de l'aeroport amb dinou avions italians i va arribar a escassos 20 quilòmetres de Tobruk. El flanc dret anglès va patir un dur bombardeig per part d'avions Junkers Ju 87, que més tard se'ls suma l'atac de la 21a Divisió Panzer, aconseguint així la destrucció entre 60 i 70 tancs britànics. En canvi, el centre de l'atac britànic, que va progressar ràpidament i va vèncer fàcilment la resistència enemiga, va ser reforçat durant la tarda amb dos batallons i tres regiments d'artilleria de campanya i anticarro.

### Contraatac alemany (del 20 al 23 de novembre)
Rommel es va mostrar decidit a aprofitar l'ofensiva anglesa per destruir el VIII Exèrcit. Però, veient la seva inferioritat en el nombre de carros de combat i potencial armamentista, va concentrar en una única direcció: el mateix dia 20, ordenà al general Ludwig Crüwell que mogués la 15a i 21a divisió Panzer en direcció a Sidi Rezegh, trobant combat el dia 21 amb la 4a i 22a Brigada Cuirassada anglesa. Les divisions lleugeres alemanyes 90a i 164a van aplicar a fons la seva artilleria i van utilitzar majoritàriament (com ja ho havien començat a fer a França, i abans, amb el primitiu model vs. 18 a la Guerra Civil Espanyola) com antitancs els seus antiaeris 8,8-cm-Flak vs.36, canons de 88 mm. L'avanç britànic va quedar frenat en sec.
Per reforçar-lo, la guarnició assetjada a Tobruk va iniciar un atac en tot el front i es va unir a la batalla durant diversos dies. Durant la nit del 22 al 23, una secció del 8è Regiment de la 15a Divisió Panzer que avançava en descoberta d'exploració, sota el comandament de Feuski, es va topar amb la 4a Brigada Cuirassada. Feuski es va sobreposar a la sorpresa i va posar el seu blindat a tota velocitat, a travessant la formació britànica pel centre i llançant bengales d'il·luminació. Ordenà als seus tancs rodejar als britànics mentre ell seguia avançant pel centre de la formació britànica, que no s'atreveix a disparar-li per por a la proximitat dels seus companys. En la bossa creada, la 4a Brigada Cuirassada va quedar quasi destruïda: es van fer centenars de presoners, vehicles blindats i un gran quantitat de material militar. L'altra divisió Panzer, la 21a, travava combat amb la 22a Brigada Cuirassada, amb grans pèrdues per ambdós contendents. La 15a Divisió Panzer es va trobar amb part de la 5a Brigada sud-africana i l'atacà amb força. A la matinada del dia 24, la 5a Brigada sud-africana havia deixat d'existir.
Rommel, en una inesperada tàctica, va ordenar a la matinada del dia 24 a la 21a Divisió Panzer avançar en direcció a la frontera, i després creuar-la i girar cap a Sollum i a la 15a Panzer que anés en direcció nord; les divisions blindades italianes "Ariete" i "Trieste" les encaminà en direcció al fortins de Capuzzo. Els alemanys semblaven capaços de frenar i fins i tot destruir les forces angleses que havien arribat a alliberar Tobruk, i avançar seguidament cap a Egipte, emparats pels intensos atacs de Luftwaffe a les tropes britàniques. El comandant d'aquestes, Cunningham, va entrar en un estat de pànic i va sol·licitar autorització per a retirar-se més a l'est, però se li va denegar el permís.

### Estancament dels Panzers (24 i 25 de novembre)
Tot i les pèrdues infligides als anglesos (havien perdut més de 250 blindats per 126 dels italoalemanys), Rommel va percebre que amb aquest balanç, donada la desavantatge inicial, podia quedar-se sense blindats abans que li succeís el mateix a les forces. A més, no disponia de possibilitat alguna de reposar les pèrdues, mentre que els anglesos rebien el dia 25 de nit uns altres 90 blindats.
El 25, la batalla va continuar sense que les forces angleses aconseguissin grans avanços, limitant-se en moltes ocasions a defendre's de la contraofensiva de Rommel. Enfadat, Auchinleck volà al front el 26, aterrant a la base avançada de Maddalena, i destituí en ple camp de batalla a Cunningham, substituent-lo pel general Ritchie, encarregant-li que no es defengués, sinó que ataqués amb totes les forces disponibles.
Al final, en els dies 24 i 25, les divisions alemanyes es van paralitzar per falta de subministrament, mentre que els neozelandesos prenien Gambutt, conquerint un aeròdrom crucial pels caces alemanys i avançaven en direcció Belhamed. L'Oasis Force va prendre Aguila i Gialo. Des del 26, els anglesos, impetuosament comandats per Ritchie, van reprendre l'ofensiva en tot el front.

### L'ofensiva es reprèn, Rommel a punt de ser capturat (26 de novembre)
Rommel va dirigir totes les operacions des del seu vehicle de comandament blindat Mamut amb el sobrenom de Max escollit pels seus soldats, amb el qual va partir un enfrontament amb la 4a Divisió Índia. Ara, els alemanys no tenien la supremacia aèria que havia passat a mans britàniques. A la nit del 25 al 26 Rommel va perdre per una avaria al seu vehicle de comandament i va quedar aïllat en mig del desert sense poder mantenir contacte amb les seves tropes. El general Crüwell, a bord del seu Mamut (s'havia extraviat ell mateix al desert), va trobar per casualitat a Rommel que va prendre el comandament de nou des de l'esmentat vehicle i, després de topar en dos ocasions amb forces britàniques, va aconseguir contactar finalment amb la seva tropa. No va tenir la mateixa sort el general Johann von Ravenstein, que va ser empresonat el 29 de desembre per la divisó neozelandesa, després d'un inesperat progrés.
A la vesprada del 26, Westphal, que no aconseguia contactar amb Rommel, es va retirar cap a l'oest pressionat pels britànics. Pel forat creat, va irrompre la Divisió Neozelandesa que va trencar el cèrcol i va establir contacte amb la guarnició assetjada: els alemanys van passar a estar rodejats, dividit en dos parts el desplegament de l'Afrika Korps, que va obligar les divisions Panzer a dirigir-se cap a Tobruk el 26 i 27 per a protegir la retirada dels antics assetjadors i ajudar a trencar el cèrcol en el qual part de les forces italo-alemanyes havien caigut. Els neozelandesos van prendre Sidi Rezegh i la 70a Divisió d'Infanteria va arribar a El-Duda.

### Últim contraatac de l'Afrikakorps (del 27 al 29 de novembre)
Del 27 al 29 de novembre, Rommel va atacar amb tots els seus Panzers i els neozelandesos van ser expulsats de Sidi Rezegh, les 4a i 6a Brigades van ser aniquilades, i el general britànic Freyberg estan al comandament de la plaça, ha de retirar-se, quedant Tobruk novament assetjada. Les tropes britàniques va semblar que estaven de nou prop del col·lapse enfront a l'Afrika Korps, com tantes vegades abans.

### Retirada ordenada de l'Afrika Korps(del 7 al 30 de desembre)
Rommel va decidir la retirada tàctica, tot i la insistència italiana de resistir, per la falta de combustible i provisions, per l'escàs suport aeri i pels reforços continuats que rebia Auchinleck des d'Alexandria. El mariscal italià Comte Caballero volà des de Roma fins al lloc d'operacions, per a tractar de convèncer a Rommel, a causa d'un encàrrec personal del Ciano, perquè es mantingués ferm a la Cireanica. Tanmateix, la situació de les forces alemanyes que defenien Sollum i Halfaya era insostenible: sense menjar ni aigua, hagueren d'iniciar un massiu replegament front dels britànics, superiors en nombre. Deixant petites guarnicions, el gruix de les seves forces es retirà igualment. Les divisions lleugeres alemanyes, en perill de ser acorralades, són recolzades pels Panzers en el seu intent de trencar el cèrcol; aconseguint el seu objectiu el 6 de desembre. Auchinleck, des de la seva caserna general a Maddalena, telegrafia a Churchill per informar-lo que Rommel es retirava cap a l'oest.

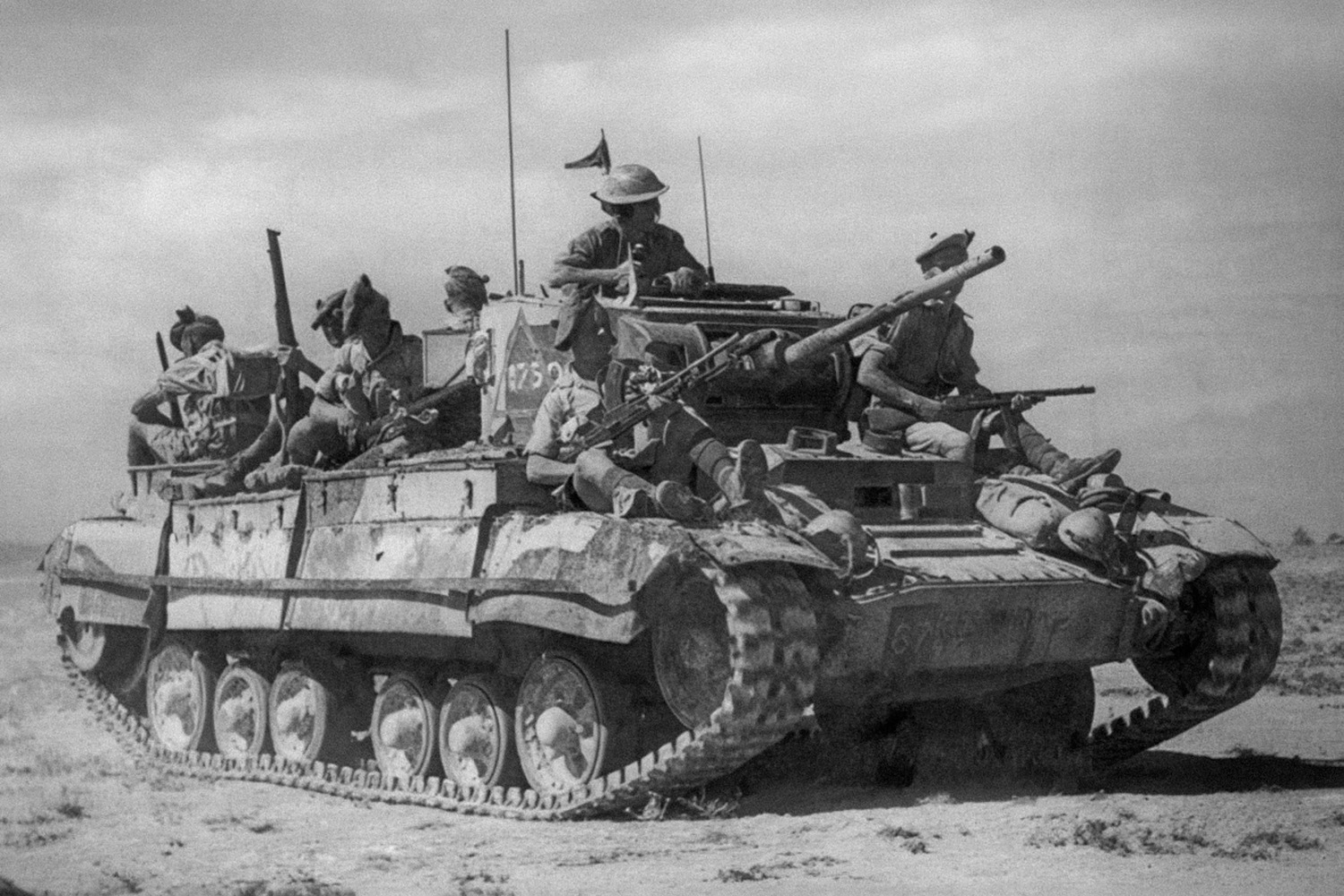
Els britànics van utilitzar alguns carros lleugers Valentine, en la persecució a Rommel pels deserts de la Cirenaica.

Efectivament, Rommel havia ordenat el dia 6 traslladar totes les Divisions Panzer i Ariete fins a l'oest, retirant-se en ordre fins a una línia defensiva que es traça El Agheila. Però Rommel es retirà sense deixar de combatre amb els anglesos, que l'assetjaven mentre eliminaven els últims focus de resistència, italians principalment. Tot i la retirada de Rommel, seguien combatint amb els anglesos, que l'assetjaven metre eliminaven els últims focus de resistència, italians principalment. Crüwell insitia amb Rommel que per frenar la pressió que els britànics estaven exercint, convençut que fins i tot es podia aconseguir que aquests retrocedissin fins a la frontera, si s'utilitzaven les divisions italianes que encara estaven plenament operatives, l'Ariete i la Trieste. Però el seu comandament, el general Gastone Gambara, assegurava que les seves tropes no tenien capacitat de combat. Amb una frase que es va fer famosa a la guerra del desert, especialment entre les tropes alemanyes, Crüwell deia per ràdio repetidament aquest missatge a Rommel: "Erwin, ¿on és Gambara?". Tanmateix, moltes unitats italianes acorralades pels britànics es defenien amb ferocitat fins al final. No és gaire coneguda, per exemple, la gesta del grup Carabiniera Reali sota el comandament del major Edoardo Alessi, llançats el 19 de desembre en paracaigudes sobre l'assentament d'Eluet El Asel, al sud de Bardia, per protegir la retirada de l'Afrika Korps: 400 homes lluitaren contra la superioritat de tropes i material britànic. Quan les forces italo-alemanyes retrocediren fora de perill de la persecució anglesa, els supervivents es retiraren i deixaren tres escamots amb un total de quaranta homes sota el comandament dels tinents Mollo, Solito i Grippo per a cobrir-los les esquenes. Aïllats i sense cap possibilitat de franquejar centenars de quilòmetres de territori que es trobaven sota el domini britànic, els vint-i-sis supervivents resistiren en un poble àrab proper fins al 6 de febrer, quan l'ofensiva de l'Afrika Korps tornà a aconseguir la Cirenaica, vencent els defensors britànics de la zona.
Durant la primera fase de retirada, sota l'atac de l'aviació britànica, els Panzers alemanys patien un seriós cop per la seva carència de subministraments: l'embús dels tancs sense combustible a Bir El-Gobi impedia una retirada cap a El-Agheila, i Rommel perdé al seu General Major Walter Neumann-Silkow, de la 15a Divisió Panzer, que morí combatin en el seu tanc el mateix dia sis, en els ravals d'El-Gobi. No era el primer alt càrrec que Rommel perdia, com és el cas del general von Ravenstein que l'havien fet presoner el 29 de novembre. Entre el 28 i el 30 de desembre, Rommel va fer retrocedir totes les seves tropes i blindats disponibles fins a la línia definitiva de defensa a El Agheila. D'allí només es mouria al febrer per a reconquerir la Cirenaica i desbordar novament les defenses angleses.
Encara que els combats en tota la frontera de la regió Cirenaica continuaren durant el mes de gener, la batalla per a l'alliberació de Tobruk es considera que va acabar el 30 de desembre, quan es van estabilitzar els fronts i no aconseguiren Auchinleck, el seu principal objectiu: destruir el gruix de l'Afrika Korps, rodejant-lo al voltant a Tobruk. Els últims defensors alemany de Sollum i del Pas d'Halfaya, sense queviures i esgotades totes les municions, cauen el 12 i el 19 de gener respectivament. Un mes més tard, Rommel retorna i envesteix el VIII Exèrcit britànic.

## Conseqüències per a la Campanya d'Àfrica
L'ímpetu d'Auchinleck i de Ritchies aconseguí frenar a l'Afrika Korps, assegurà Egipte i el Canal de Suez, el que implicava els pous petrolífers de Síria, Iran i Iraq. El VIII Exèrcit intentà la persecució i destrucció de l'Afrika Korps, encara que no ho van aconseguir.
El febrer, Rommel contraatacà, desbordant a les tropes aliades i conquerint finalment Tobruk, encara que la victòria aconseguida a l'Operació Crusader, més enllà de l'empat tècnic obtingut, havia posat de manifest que Rommel i els seus carros blindats podien ser derrotats.